# Let It Go (chanson de Dirty South)
Pour les articles homonymes, voir Let It Go.
Singles de Dirty South
Such A Freak
(2006) The End
(2008)
Singles par Rudy
Open Your Heart
(2008)
Let It Go est une chanson du DJ australien Dirty South en collaboration avec le chanteur Rudy sortie en 2007. Elle a été écrite par Rudy Sandapa, Dragan Roganović et produite par Dirty South.

## Liste des pistes
1. Let It Go (Original mix)
2. Let It Go (Axwell remix)
3. Let It Go (DONS and DBN (en) remix)
4. Let It Go (Chocolate Puma remix)

## Classements
| Classement (2008)             | Meilleure position |
| ----------------------------- | ------------------ |
| Pays-Bas (Nederlandse Top 40) | 34                 |
| Espagne (PROMUSICAE)          | 10                 |